# Ivan Seifert
Pour les articles homonymes, voir Seifert.
Ivan Seifert (23 décembre 1926 à Zagreb - 21 juin 2008 à Paris) est un architecte français.

## Carrière
Il s'illustra notamment dans la réalisation de l'ESSEC à Cergy-Pontoise, ainsi que dans la conception de plusieurs autres ensembles universitaires tels que la Faculté de Lettres de Nice, le CERAM à Sophia Antipolis.
Il participe aussi à l'élaboration du centre-ville de Cergy Pontoise, opération de plus de 100 000 m2 et 27 maîtres d'ouvrages, comportant plusieurs centaines de logements, des bureaux, des rues piétonnes encadrées par de nombreux commerces.
Le Label "Architecture contemporaine remarquable" est attribué à l’ouvrage de l'actuelle Chambre des Métiers et de l'Artisanat du Val d'Oise / ancien Centre de Formation des Banques Populaires à Cergy Pontoise dessiné et conçu en 1976 par Ivan Seifert Architecte. (Décision DRAC N° IDF-2022-04-26). 
Éléments remarquables retenus :
- La distribution intérieure à noyau "dynamique".
- L’unité de la matérialité architecturale et la qualité de la recherche sur le plan formel, grâce à l’animation des porte-à-faux, les effets d’encorbellement et la présence d’un forum intérieur toute hauteur.
- Les détails de gros-œuvre et de second œuvre .
- Les qualités d’intégration au contexte paysager et urbain.

Architecte de nombreux bâtiments en France, en Australie mais aussi en Afrique, notamment au Mali dans le cadre de sa première agence ATEA appelée aussi Lagneau, Weil, Dimitrievic et associés, dont il était un des 7 associés.
Il a poursuivi sa carrière avec son fils Marc Seifert, également architecte, dans le cadre de l'agence EQUERRE qu'ils ont créée en 1987, désormais entité de l'agence A26.
Il est le frère d'Aleksandar Seifert, entraineur légendaire de water-polo croate.